# 이용언
이용언(1998년 5월 15일 ~ )은 대한민국의 축구 선수로, 포지션은 중앙 미드필더이다. 주로 쓰는 발은 왼발이다.

## 클럽 경력
이용언은 수원 삼성 블루윙즈 산하 유소년 팀인 매탄고등학교 축구부 출신으로, 우선지명을 받은 후 단국대학교 축구부에 입단하였다.
K리그1 2020 시즌을 앞두고 수원 삼성 블루윙즈와 프로 계약을 체결하였다.